# Ghiacciaio Towles
Il ghiacciaio Towles è un ghiacciaio vallivo lungo circa 15 km situato sulla costa di Borchgrevink, nella regione nord-occidentale della Dipendenza di Ross, in Antartide. In particolare, il ghiacciaio, il cui punto più alto si trova a circa 2200 m s.l.m., ha origine nella parte centrale dell'estremità sud-orientale dei monti dell'Ammiragliato e da qui fluisce verso sud-ovest, scorrendo tra il monte Pew, a nord-ovest, e il monte Humphrey Lloyd, a sud-est, fino a unire il proprio flusso a quello del ghiacciaio Tucker.

## Storia
Il ghiacciaio Towles è stato mappato per la prima volta dallo United States Geological Survey grazie a fotografie scattate dalla marina militare statunitense (USN) durante ricognizioni aeree e terrestri effettuate nel periodo 1960-62, e così battezzato dal comitato consultivo dei nomi antartici in onore del tenente della USN William J. Towles, ufficiale medico alla stazione Hallett nel 1960.